# Liste der Kellergassen in Untersiebenbrunn
Die Liste der Kellergassen in Untersiebenbrunn führt die Kellergassen in der niederösterreichischen Gemeinde Untersiebenbrunn an.
| Foto |                 | Kellergasse | Standort                      | Beschreibung |
| ---- | --------------- | ----------- | ----------------------------- | --- |
| ja   | Datei hochladen | Am Mühlberg | KG: Untersiebenbrunn Standort | Die einseitige Einzelkellergasse liegt an einer Geländekante, ursprünglich am nördlichen Ortsrand, heute mitten im Siedlungsgebiet. Auf 80 Metern Länge befinden sich zwölf Keller in Schildmauerform, überwiegend erneuerungsbedürftig oder verfallen. |
| ja   | Datei hochladen | Kellergasse | KG: Untersiebenbrunn Standort | Die einseitige Einzelkellergasse liegt in Hanglage im nordöstlichen Hintaus des ursprünglichen Ortsgebiets, heute umgeben von neuerem Siedlungsgebiet. Auf 100 Metern Länge befinden sich zwölf Gebäude, darunter auch Um- oder Neubauten und Bauten, die keine Keller sind. Von den sieben traditionellen Kellern sind sechs in Schildmauerform und fast alle erneuerungsbedürftig. |

| Foto:                    | Fotografie der Kellergasse (Gesamtheit). Klicken des Fotos erzeugt eine vergrößerte Ansicht. Daneben finden sich zwei Symbole: \| Weitere Bilder vorhanden \| Das Symbol bedeutet, dass weitere Fotos des Objekts verfügbar sind. Durch Klicken des Symbols werden sie angezeigt. \| \| Eigenes Foto hochladen \| Durch Klicken des Symbols können weitere Fotos des Objekts in das Medienarchiv Wikimedia Commons hochgeladen werden. \| |
| Name:                    | Bezeichnung der Kellergasse |
| Standort:                | Es ist die Katastralgemeinde (KG) angegeben. Durch Aufruf des Links Standort wird die Lage der Kellergasse in verschiedenen Kartenprojekten angezeigt. |
| Beschreibung             | Kurze Beschreibung der Kellergasse |
| Weitere Bilder vorhanden | Das Symbol bedeutet, dass weitere Fotos des Objekts verfügbar sind. Durch Klicken des Symbols werden sie angezeigt. |
| Eigenes Foto hochladen   | Durch Klicken des Symbols können weitere Fotos des Objekts in das Medienarchiv Wikimedia Commons hochgeladen werden. |